# Stanley Elkin
Stanley Elkin   (Brooklyn, 11 de maig de 1930 - Saint Louis, 31 de maig de 1995) fou un escriptor estatunidenc de novel·les, contes i assaigs. Tot i assolir un gran reconeixement de la crítica fins a situar-lo entre els escriptors contemporanis més importants del seu país, mai no gaudí d'èxit de públic. Les seves històries giren al voltant del consumisme, la cultura popular i les relacions entre home i dona.

## Obra seleccionada

### Novel·la
- Boswell: A Modern Comedy (1964)
- The Dick Gibson Show (1971)
- The Franchiser (1976)
- George Mills (1982)
- The Magic Kingdom (1985)
- The MacGuffin (1991)
- Mrs. Ted Bliss (1995)

### Altres
- The Living End (col·lecció de relats) (1979)
- Van Gogh's Room at Arles (col·lecció de relats) (1991)
- Pieces of soap (assaigs) (1992)[2]

## Premis
- 1995 - National Book Critics Circle Award per Mrs. Ted Bliss.
- 1994 - Finalista de PEN Faulkner Award per Van Gogh's Room at Arles.
- 1991 – Finalista del National Book Award for Fiction per The MacGuffin.
- 1982 - National Book Critics Circle Award per George Mills.